# Tannenbergmonument
Het Tannenbergmonument werd gebouwd tussen 1924 en 1927 in de buurt van de Oost-Pruisische stad Hohenstein (het tegenwoordige Poolse Olsztynek) als gedenkteken voor de Duitse overwinning op de Russische troepen in de Slag bij Tannenberg in 1914 als onderdeel van de Eerste Wereldoorlog. Het monument is in januari 1945 verwoest door terugtrekkende Duitse troepen.

## Ontwerp
Het ontwerp van dit grootse Duitse oorlogsmonument was van de Berlijnse architecten Walter Krüger en Johannes Krüger. Het achthoekige grondplan doet denken aan dat van het neolitische monument Stonehenge en van de middeleeuwse achthoekige vesting Castel del Monte. In het midden van iedere zijde van het octagon stond een 20 meter hoge toren uit rode steen. In gekleurd graniet waren de wapenschilden aangebracht van de 14 Oost-Pruisische steden die te lijden hadden gehad onder de Eerste Wereldoorlog. Tussen het monument en de stad Hohenstein was een 7,5 hectare groot park aangelegd.

## Paul von Hindenburg
Op de binnenplaats van het monument bevond zich een crypte waar de stoffelijke resten van 20 onbekende soldaten waren begraven. Deze werden aan de zijkanten van de crypte herbegraven omdat op 7 augustus 1934 rijkspresident Paul von Hindenburg met groot ceremonieel in de crypte van het monument werd bijgezet. In oktober 1935 werd het monument op bevel van Adolf Hitler omgedoopt tot Nationaal monument voor de doden van de oorlog.

## Einde
In januari 1945 werd het monument op aandringen van Hitler door terugtrekkende Duitse troepen opgeblazen om te voorkomen dat het door het Rode Leger zou worden ontheiligd. De doodskisten van Von Hindenburg en zijn vrouw werden in veiligheid gebracht en werden uiteindelijk in 1946 bijgezet in de Elisabethkirche in Marburg. In 1952-1953 werden de nog overgebleven delen van het monument door Poolse genietroepen opgeruimd.
Van de restanten van het Tannenbergmonument heeft het toenmalige communistische bewind na de Tweede Wereldoorlog in de stad Olsztyn het Monument voor de Bevrijding van het Land van Warmië en Mazurië gebouwd.

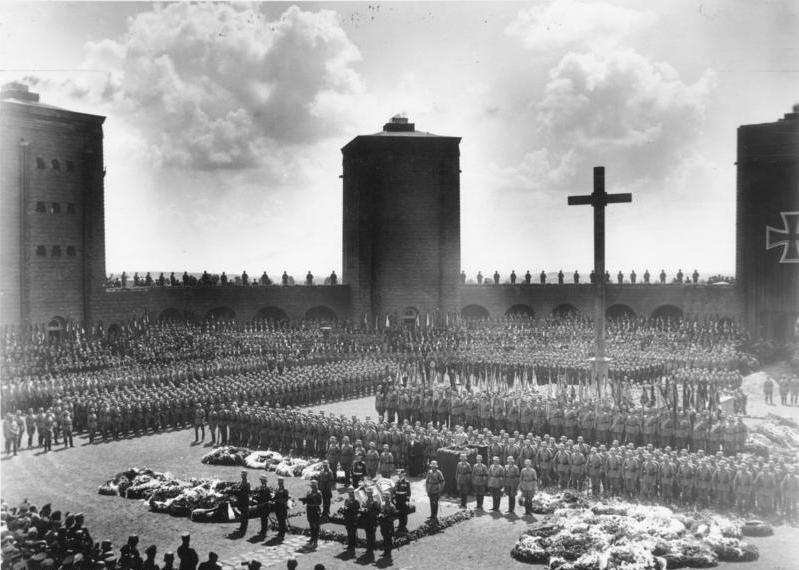
Bijzetting van Paul von Hindenburg
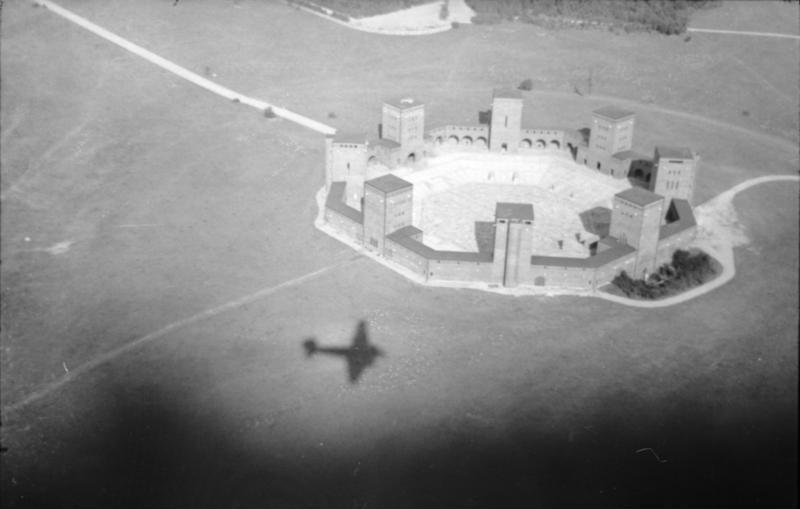
Luchtfoto (1944)
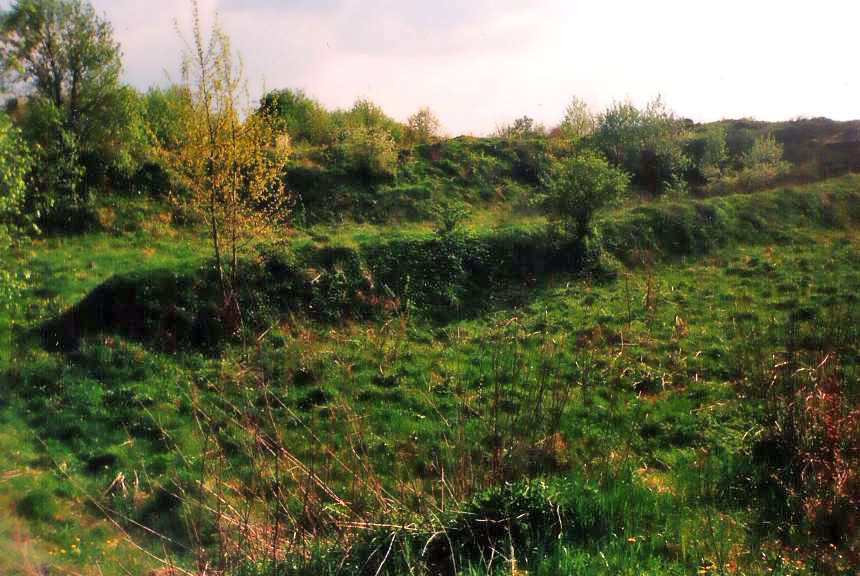
Overwoekerde overblijfselen van het monument
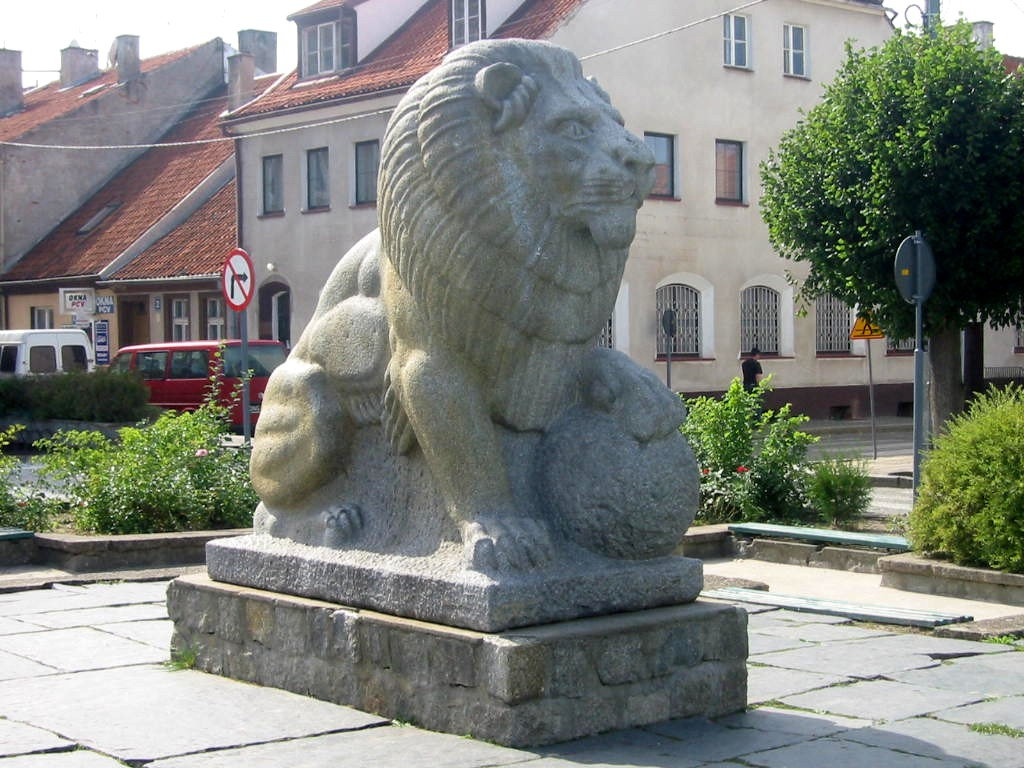
Leeuw, op het raadhuisplein van Olsztynek, die bij de toegangspoort van het monument gestaan heeft